# Toos Goorhuis-Tjalsma
Catharina Elisabeth (Toos) Goorhuis-Tjalsma (Leiden, 30 juni 1915 – Tilburg, 5 januari 2004) was samen met haar vriendin Bertje Jens de bedenkster van het Pieterpad.
Zij bedachten het pad in 1978 terwijl zij van de woonplaats van Bertje, Groningen naar Tilburg, de woonplaats van Toos liepen. Ze ondernamen deze wandeling om "ook eens in Nederland te wandelen". Zij waren ervaren wandelaars, die buiten Nederland  wandelden, omdat er in Nederland geen langeafstandswandelpaden bestonden. Omdat deze er niet waren, besloten ze de route te beschrijven, "zodat de kinderen het nog eens na konden lopen". 
Al lopende bedachten ze het concept van het Pieterpad, om van Pieterburen in het uiterste noorden naar de Sint Pietersberg in het uiterste zuiden te lopen. Ze wijzigden daarop hun plannen, gingen met de bus (ze waren in het zuiden van Drenthe) naar Pieterburen. Nadat zij het gedeelte van Pieterburen naar Groningen hadden beschreven, keerden ze terug naar de plek waar ze waren gestopt en vervolgden hun weg, ditmaal naar de Sint-Pietersberg.
Toos wordt in het algemeen als dé bedenker van het pad gezien, omdat zij de route uitstippelde.

## Monument met plaquette voor Toos Goorhuis-Tjalsma en Bertje Jens

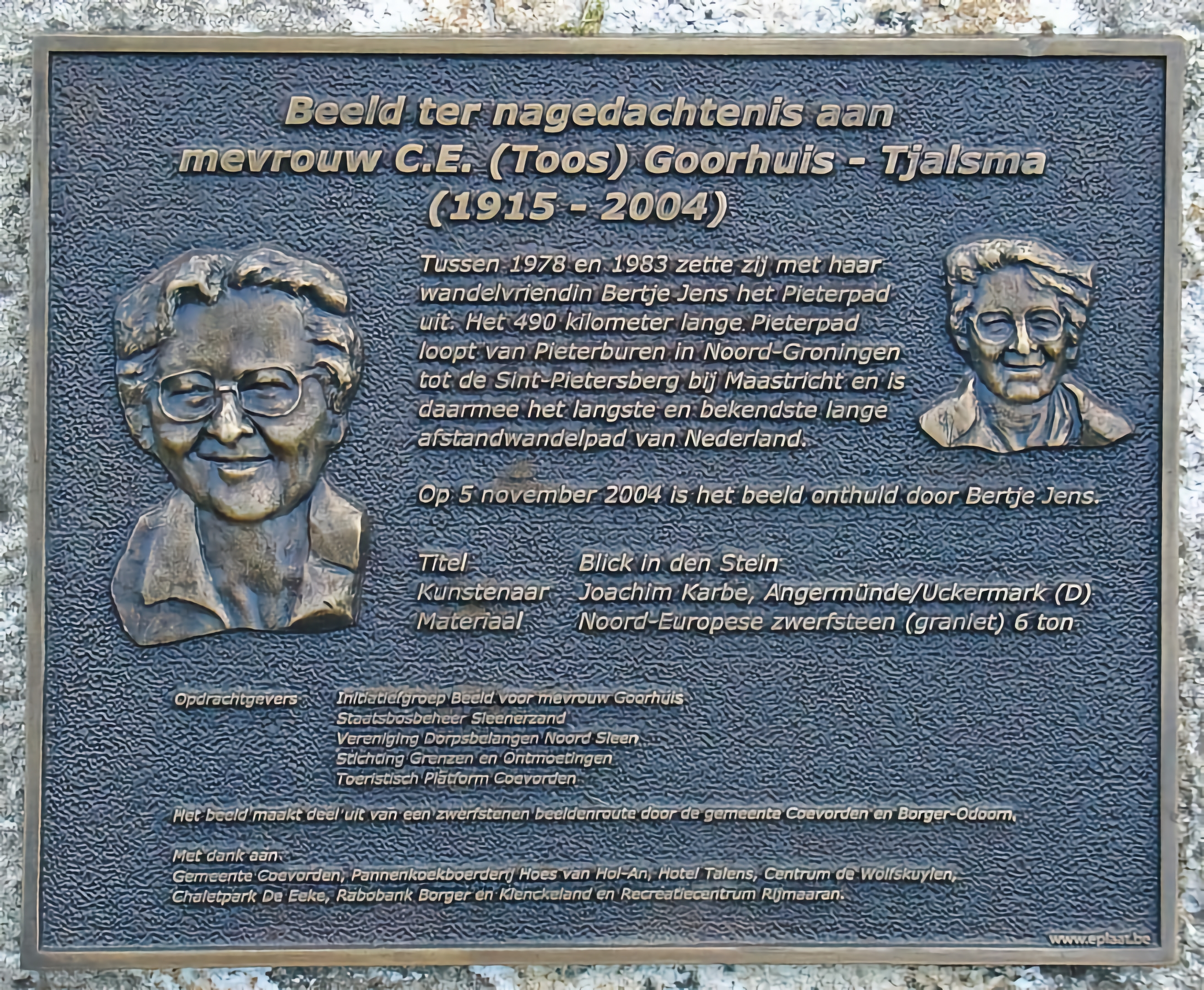
Plaquette (tussen Schoonoord en Sleen)
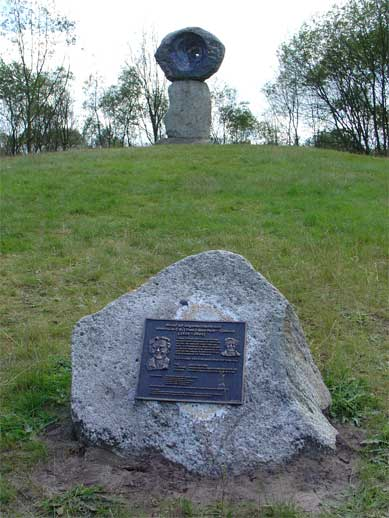
Monument (tussen Schoonoord en Sleen)
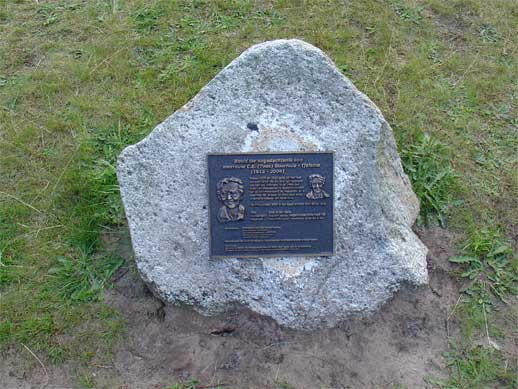
Plaquette (tussen Schoonoord en Sleen)